# James Welton Horne
Pour les articles homonymes, voir James Horne et Horne.
James Welton Horne (3 novembre 1853-21 février 1922) est un homme politique canadien de la Colombie-Britannique. Il est député provincial indépendant de la circonscription britanno-colombienne de Vancouver City de 1890 à 1894.

## Biographie
Né à Toronto en Ontario, Horne étudie à Toronto, Whitby et Belleville. Il commence à travailler avec la Stathacona Fire Insurance Company avant de se partir dans sa propre entreprise d'immobilier à titre d'agent immobilier. Plus tard, en 1878, il déménage son entreprise à Winnipeg au Manitoba. En 1881, il fait l'acquisition d'une terre à Brandon à la jonction d'une voie ferrée. Horne devient ensuite président du conseil des travaux publics de la nouvelle ville. En 1885, il s'installe à l'ouest de Coal Harbour. Il investie plusieurs fonds dans le centre-ville de Mission où il fait la promotion d'une grand ventre de terres (Great Land Sale) en 1891 afin d'attirer d'éventuels colons à s'établir. Horne contribue à l'établissement de trains électriques à Vancouver et donc permet la promotion du développement d'une compagnie de vente d'électricité. Il favorise également le développement d'une ligne de tramway entre Vancouver et New Westminster. 
Sur la scène politique, Horne siège au conseil municipal de la ville de Vancouver de 1888 à 1890, ainsi que président du conseil des commissaires aux parcs pendant six ans. Il développe aussi un zoo qu'il cède par la suite à la ville de Vancouver.
Horne meurt à Vancouver en février 1922 à l'âge de 68 ans.